# Jelica Pavličić
Jelica Pavličić-Štefančić, hrvaška atletinja, * 4. februar 1954, Slunj, Jugoslavija.
Nastopila je na poletnih olimpijskih igrah leta 1976 in izpadla v prvem krogu tek1 na 400 m. Na evropskih dvoranskih prvenstvih je v isti disciplini osvojila naslov prvakinje leta 1974, srebrno medaljo leta 1976 in bronasto leta 1977.